# Зона гідрогеохімічна
Зо́на гідрогеохімі́чна (рос. зона гидрогеохимическая, англ. hydrogeochemical zone, нім. hydrogeochemische Zone f) — територія, приурочена до лінійно витягнутих гідрогео-хімічних аномалій . Як правило, контролюється зонами регіональних розломів. Являє пошуковий інтерес на родовища твердих, рідких та газоподібних корисних копалин.